# Perissus demonacoides
Perissus demonacoides är en skalbaggsart som först beskrevs av J. Linsley Gressitt 1936.  Perissus demonacoides ingår i släktet Perissus och familjen långhorningar.
Artens utbredningsområde är Taiwan. Inga underarter finns listade i Catalogue of Life.